# Россия на «Евровидении-2018»

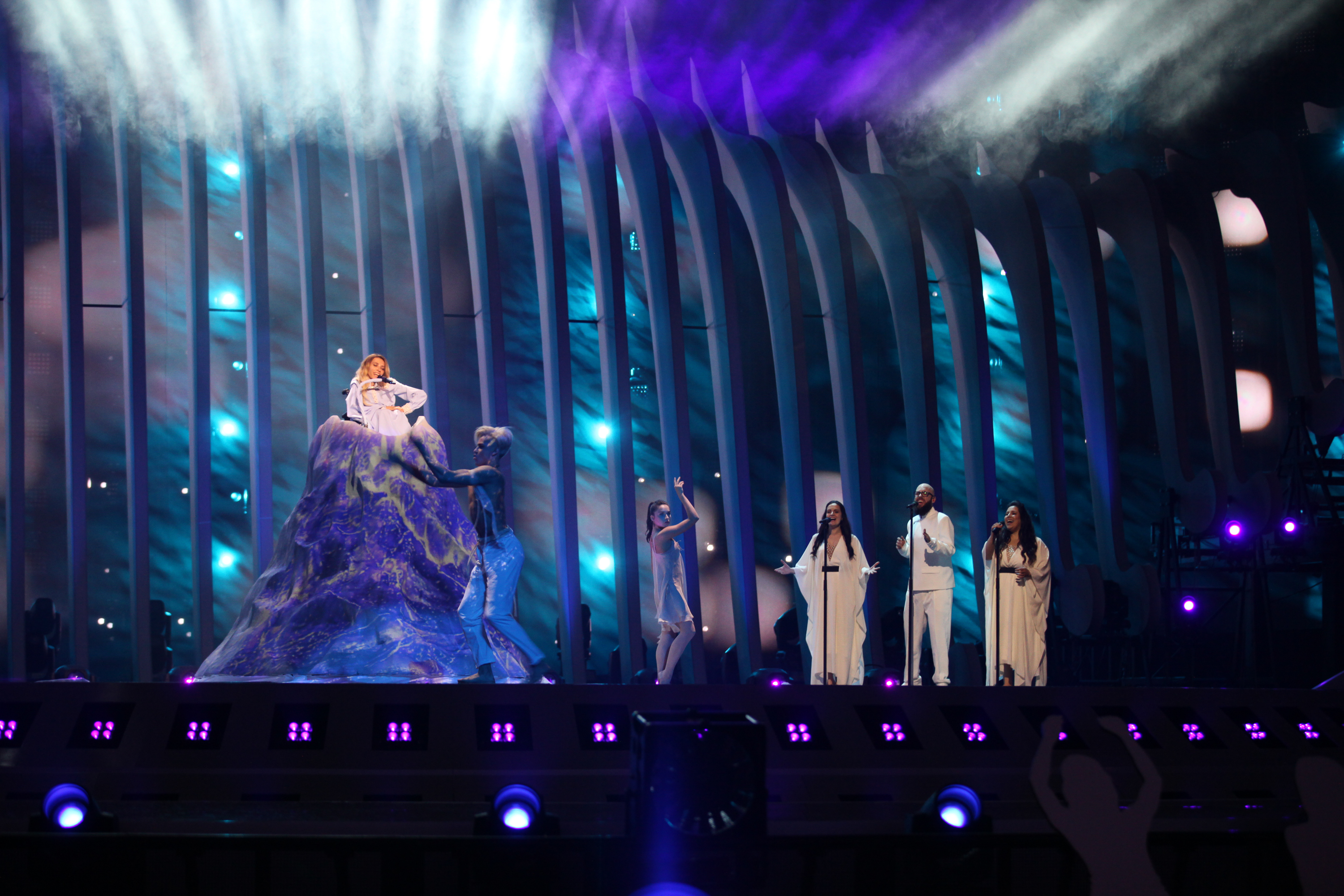
Юлия Самойлова на «Евровидении 2018» в Лиссабоне.

Россия участвовала в 2018 году в конкурсе песни «Евровидение» в 21-й раз — страну представила Юлия Самойлова с песней «I Won't Break», выступив во втором полуфинале. Впервые за всю историю участия страны в конкурсе, Россия не попала в финал.
Юлия должна была участвовать в 2017 году в конкурсе песни «Евровидение 2017» с песней «Flame Is Burning». Однако 22 марта 2017 года Служба безопасности Украины запретила въезд в страну участнику России — певице Юлии Самойловой за нарушение украинского законодательства. ЕВС предложил организовать выступление Юлии Самойловой посредством прямой телетрансляции из Москвы либо сменить участника конкурса. После отказа России, 13 апреля 2017 года Европейский вещательный союз объявил, что Россия не сможет принять участие в конкурсе. Это второй случай недопуска участника к Евровидению (в 2009 году грузинская группа «Стефане и 3G» не была допущена к участию в конкурсе за политический подтекст своей песни), но первый за нарушения, не связанные с песней.

## Предыстория
До 2018 года Россия принимала участие в конкурсе Евровидение двадцать раз с момента дебюта в 1994 году. Россия была победителем конкурса один раз в 2008 с песней «Believe» в исполнении Димы Билана. Наименее успешным результатом было 17-е место, которое Россия достигла в 1995 году с песней «Колыбельная для вулкана» в исполнении Филиппа Киркорова. После введения полуфиналов конкурса в 2004, Россия каждый раз проходила в финал. В 2016 году Россия заняла третье место в конкурсе «Евровидение» с песней «You Are the Only One» (Единственная) в исполнении Сергея Лазарева, при этом выиграв европейское телеголосование.
В 2018 году российский национальный вещатель «Первый канал» будет транслировать мероприятие в России. Начиная с 2008 года, российское освещение конкурса чередуется между двумя вещателями: «Первый канал» и ВГТРК. Изначально, согласно контракту, «Первый канал» должен был транслировать конкурс в 2017 году, а ВГТРК в 2018 году, но из-за событий 2017 года, когда Юлии Самойловой был запрещён въезд на Украину, ВГТРК уступил право трансляции Евровидения-2018 «Первому каналу». Тем самым очерёдность права трансляции была соблюдена, но при этом сдвинута на один год.

## На Евровидении
Согласно правилам «Евровидения» страны «большой пятёрки» (Германия, Великобритания, Испания, Италия, Франция) и страна-хозяйка конкурса (Португалия) напрямую проходят в финал, остальные участвуют в полуфиналах. Распределение на полуфиналы прошло 29 января 2018 года в Лиссабоне, где 37 стран были распределены на 2 полуфинала. Россия первый раз за всю историю участия попала во второй полуфинал, а также впервые Россия не прошла в финал.

### Полуфинал
Россия приняла участие во втором полуфинале 10 мая 2018 года. Она выступала под номером 6, между Данией и Молдавией. По итогам голосования, Россия заняла лишь 15 место, что не дало ей пройти в финал.

### Голосование
Россия голосовала как во втором полуфинале, так и в финале. В течение каждого шоу каждая страна присуждала два сета баллов от 1-8, 10 и 12: один сет - от жюри, второй - от телезрителей.

#### Раздельные результаты голосования
В этом году от России голосовали следующие 5 членов жюри:
- Владимир Матецкий — советский и российский композитор, продюсер, радиоведущий;
- Яна Рудковская — телеведущая, музыкальный продюсер Димы Билана, победителя конкурса Евровидение-2008;
- Александра Воробьева — певица, победительница третьего сезона шоу "Голос";
- Сергей Мандрик — хореограф, руководитель балета Street Jazz;
- Алексей Мануйлов — радиоведущий Europa Plus, диджей.

| Результаты голосования российского жюри (второй полуфинал) | Результаты голосования российского жюри (второй полуфинал) | Результаты голосования российского жюри (второй полуфинал) | Результаты голосования российского жюри (второй полуфинал) | Результаты голосования российского жюри (второй полуфинал) | Результаты голосования российского жюри (второй полуфинал) | Результаты голосования российского жюри (второй полуфинал) | Результаты голосования российского жюри (второй полуфинал) | Результаты голосования российского жюри (второй полуфинал) | Результаты голосования российского жюри (второй полуфинал) | Результаты голосования российского жюри (второй полуфинал) |
| №                                                          | Страна                                                     | Жюри                                                       | Жюри                                                       | Жюри                                                       | Жюри                                                       | Жюри                                                       | Жюри                                                       | Жюри                                                       | Телеголосование                                            | Телеголосование                                            |
| №                                                          | Страна                                                     | Рудковская                                                 | Воробьева                                                  | Матецкий                                                   | Мандрик                                                    | Мануйлов                                                   | Среднее место                                              | Баллы                                                      | Место                                                      | Баллы                                                      |
| ---------------------------------------------------------- | ---------------------------------------------------------- | ---------------------------------------------------------- | ---------------------------------------------------------- | ---------------------------------------------------------- | ---------------------------------------------------------- | ---------------------------------------------------------- | ---------------------------------------------------------- | ---------------------------------------------------------- | ---------------------------------------------------------- | ---------------------------------------------------------- |
| 01                                                         | Норвегия                                                   | 2                                                          | 2                                                          | 3                                                          | 2                                                          | 3                                                          | 2                                                          | 10                                                         | 3                                                          | 8                                                          |
| 02                                                         | Румыния                                                    | 8                                                          | 11                                                         | 13                                                         | 6                                                          | 6                                                          | 7                                                          | 4                                                          | 17                                                         |                                                            |
| 03                                                         | Сербия                                                     | 3                                                          | 8                                                          | 2                                                          | 5                                                          | 2                                                          | 4                                                          | 7                                                          | 5                                                          | 6                                                          |
| 04                                                         | Сан-Марино                                                 | 7                                                          | 13                                                         | 8                                                          | 15                                                         | 9                                                          | 10                                                         | 1                                                          | 16                                                         |                                                            |
| 05                                                         | Дания                                                      | 15                                                         | 12                                                         | 16                                                         | 10                                                         | 14                                                         | 15                                                         |                                                            | 4                                                          | 7                                                          |
| 06                                                         | Россия                                                     |                                                            |                                                            |                                                            |                                                            |                                                            |                                                            |                                                            |                                                            |                                                            |
| 07                                                         | Молдова                                                    | 1                                                          | 3                                                          | 1                                                          | 1                                                          | 1                                                          | 1                                                          | 12                                                         | 1                                                          | 12                                                         |
| 08                                                         | Нидерланды                                                 | 9                                                          | 9                                                          | 10                                                         | 9                                                          | 13                                                         | 13                                                         |                                                            | 13                                                         |                                                            |
| 09                                                         | Австралия                                                  | 14                                                         | 4                                                          | 12                                                         | 7                                                          | 12                                                         | 8                                                          | 3                                                          | 10                                                         | 1                                                          |
| 10                                                         | Грузия                                                     | 17                                                         | 15                                                         | 17                                                         | 17                                                         | 17                                                         | 17                                                         |                                                            | 8                                                          | 3                                                          |
| 11                                                         | Польша                                                     | 10                                                         | 14                                                         | 14                                                         | 8                                                          | 5                                                          | 9                                                          | 2                                                          | 15                                                         |                                                            |
| 12                                                         | Мальта                                                     | 11                                                         | 10                                                         | 11                                                         | 11                                                         | 7                                                          | 11                                                         |                                                            | 14                                                         |                                                            |
| 13                                                         | Венгрия                                                    | 12                                                         | 6                                                          | 5                                                          | 14                                                         | 8                                                          | 6                                                          | 5                                                          | 7                                                          | 4                                                          |
| 14                                                         | Латвия                                                     | 13                                                         | 7                                                          | 9                                                          | 12                                                         | 10                                                         | 12                                                         |                                                            | 12                                                         |                                                            |
| 15                                                         | Швеция                                                     | 4                                                          | 1                                                          | 4                                                          | 3                                                          | 4                                                          | 3                                                          | 8                                                          | 6                                                          | 5                                                          |
| 16                                                         | Черногория                                                 | 16                                                         | 17                                                         | 15                                                         | 16                                                         | 16                                                         | 16                                                         |                                                            | 11                                                         |                                                            |
| 17                                                         | Словения                                                   | 6                                                          | 16                                                         | 7                                                          | 13                                                         | 15                                                         | 14                                                         |                                                            | 9                                                          | 2                                                          |
| 18                                                         | Украина                                                    | 5                                                          | 5                                                          | 6                                                          | 4                                                          | 11                                                         | 5                                                          | 6                                                          | 2                                                          | 10                                                         |

| Результаты голосования российского жюри (финал) | Результаты голосования российского жюри (финал) | Результаты голосования российского жюри (финал) | Результаты голосования российского жюри (финал) | Результаты голосования российского жюри (финал) | Результаты голосования российского жюри (финал) | Результаты голосования российского жюри (финал) | Результаты голосования российского жюри (финал) | Результаты голосования российского жюри (финал) | Результаты голосования российского жюри (финал) | Результаты голосования российского жюри (финал) |
| №                                               | Страна                                          | Жюри                                            | Жюри                                            | Жюри                                            | Жюри                                            | Жюри                                            | Жюри                                            | Жюри                                            | Телеголосование                                 | Телеголосование                                 |
| №                                               | Страна                                          | Рудковская                                      | Воробьева                                       | Матецкий                                        | Мандрик                                         | Мануйлов                                        | Среднее место                                   | Баллы                                           | Место                                           | Баллы                                           |
| ----------------------------------------------- | ----------------------------------------------- | ----------------------------------------------- | ----------------------------------------------- | ----------------------------------------------- | ----------------------------------------------- | ----------------------------------------------- | ----------------------------------------------- | ----------------------------------------------- | ----------------------------------------------- | ----------------------------------------------- |
| 01                                              | Украина                                         | 13                                              | 13                                              | 15                                              | 14                                              | 16                                              | 15                                              |                                                 | 3                                               | 8                                               |
| 02                                              | Испания                                         | 21                                              | 26                                              | 24                                              | 18                                              | 21                                              | 24                                              |                                                 | 25                                              |                                                 |
| 03                                              | Словения                                        | 14                                              | 21                                              | 23                                              | 25                                              | 18                                              | 20                                              |                                                 | 22                                              |                                                 |
| 04                                              | Литва                                           | 9                                               | 8                                               | 8                                               | 9                                               | 6                                               | 8                                               | 3                                               | 18                                              |                                                 |
| 05                                              | Австрия                                         | 19                                              | 12                                              | 10                                              | 13                                              | 12                                              | 12                                              |                                                 | 20                                              |                                                 |
| 06                                              | Эстония                                         | 4                                               | 6                                               | 4                                               | 8                                               | 4                                               | 5                                               | 6                                               | 8                                               | 3                                               |
| 07                                              | Норвегия                                        | 11                                              | 15                                              | 11                                              | 11                                              | 23                                              | 13                                              |                                                 | 6                                               | 5                                               |
| 08                                              | Португалия                                      | 26                                              | 24                                              | 26                                              | 26                                              | 20                                              | 26                                              |                                                 | 26                                              |                                                 |
| 09                                              | Великобритания                                  | 25                                              | 22                                              | 18                                              | 19                                              | 17                                              | 21                                              |                                                 | 24                                              |                                                 |
| 10                                              | Сербия                                          | 8                                               | 14                                              | 16                                              | 12                                              | 14                                              | 11                                              |                                                 | 12                                              |                                                 |
| 11                                              | Германия                                        | 6                                               | 7                                               | 7                                               | 6                                               | 7                                               | 7                                               | 4                                               | 13                                              |                                                 |
| 12                                              | Албания                                         | 24                                              | 23                                              | 14                                              | 15                                              | 24                                              | 19                                              |                                                 | 23                                              |                                                 |
| 13                                              | Франция                                         | 7                                               | 9                                               | 12                                              | 7                                               | 10                                              | 9                                               | 2                                               | 15                                              |                                                 |
| 14                                              | Чехия                                           | 15                                              | 17                                              | 25                                              | 20                                              | 15                                              | 18                                              |                                                 | 9                                               | 2                                               |
| 15                                              | Дания                                           | 12                                              | 11                                              | 20                                              | 16                                              | 11                                              | 14                                              |                                                 | 4                                               | 7                                               |
| 16                                              | Австралия                                       | 5                                               | 5                                               | 5                                               | 5                                               | 9                                               | 6                                               | 5                                               | 21                                              |                                                 |
| 17                                              | Финляндия                                       | 22                                              | 20                                              | 21                                              | 21                                              | 22                                              | 23                                              |                                                 | 19                                              |                                                 |
| 18                                              | Болгария                                        | 23                                              | 16                                              | 17                                              | 17                                              | 13                                              | 17                                              |                                                 | 14                                              |                                                 |
| 19                                              | Молдова                                         | 1                                               | 1                                               | 2                                               | 1                                               | 1                                               | 1                                               | 12                                              | 1                                               | 12                                              |
| 20                                              | Швеция                                          | 2                                               | 2                                               | 1                                               | 2                                               | 3                                               | 2                                               | 10                                              | 10                                              | 1                                               |
| 21                                              | Венгрия                                         | 16                                              | 18                                              | 9                                               | 22                                              | 19                                              | 16                                              |                                                 | 11                                              |                                                 |
| 22                                              | Израиль                                         | 3                                               | 3                                               | 6                                               | 3                                               | 5                                               | 3                                               | 8                                               | 2                                               | 10                                              |
| 23                                              | Нидерланды                                      | 20                                              | 19                                              | 19                                              | 23                                              | 25                                              | 22                                              |                                                 | 17                                              |                                                 |
| 24                                              | Ирландия                                        | 18                                              | 25                                              | 22                                              | 24                                              | 26                                              | 25                                              |                                                 | 16                                              |                                                 |
| 25                                              | Кипр                                            | 10                                              | 4                                               | 3                                               | 4                                               | 2                                               | 4                                               | 7                                               | 7                                               | 4                                               |
| 26                                              | Италия                                          | 17                                              | 10                                              | 13                                              | 10                                              | 8                                               | 10                                              | 1                                               | 5                                               | 6                                               |